# 塞米納里鎮區 (伊利諾伊州費耶特縣)
塞米納里鎮區（英語：Seminary Township）是位於美國伊利諾伊州費耶特縣的一個行政鎮區。

## 地方資料
根據2010年美國人口普查的數據，塞米納里鎮區的面積為121.40平方千米，當中陸地面積為116.30平方千米，而水域面積為5.10平方千米。當地共有人口481人，而人口密度為每平方千米3.96人。